# Кац-Оз, Авраам
Авраам Кац-Оз (ивр.  אברהם כ"ץ-עוז‎; род. 1 января 1935, Тель-Авив, Подмандатная Палестина) — израильский политик, министр сельского хозяйства (1988—1990).

## Биография
Родился 7 декабря 1934 года в Тель-Авиве и окончил сельскохозяйственную среднюю школу Пардес Ханна. Кац-Оз учился на сельскохозяйственном факультете в Реховоте и факультете генетики в Иерусалиме. Он работал координатором сельского хозяйства и секретарем кибуца Нахаль-Оз.
В 1976 году он стал председателем организационного отделения партии Авода, пробыв в должности до 1978 года. Он был в списке партии на выборах 1977 года, но не смог получить место. Кац-Оз стал членом Кнессета 18 апреля следующего года в качестве замены Ицхака Навона, после его избрания на пост президента .
Он переизбирался в 1981 и 1984 годах, а позже был назначен заместителем министра сельского хозяйства. После выборов 1988 года он стал министром сельского хозяйства, проработав на этом посту до выхода из состава правительства в марте 1990 года. Он потерял свое место в Кнессете на выборах 1992 года, хотя вернулся в июле 1995 года вместо умершего Мордехая Гура. В мае 1996 года ушёл в отставку.